# HD 83095
HD 83095 är en ensam stjärna belägen i den mellersta delen av stjärnbilden Kölen, som också har Bayer-beteckningen H Carinae. Den har en skenbar magnitud av ca 5,46 och är svagt synlig för blotta ögat där ljusföroreningar ej förekommer. Baserat på parallax enligt Gaia Data Release 2 på ca 4,6 mas, beräknas den befinna sig på ett avstånd på ca 710 ljusår (ca 218 parsek) från solen. Den rör sig bort från solen med en heliocentrisk radialhastighet på ca 14 km/s.

## Egenskaper
HD 83095 är en orange till gul jättestjärna av spektralklass K4 III. Den har en radie som är ca 60 solradier och har ca 769 gånger solens utstrålning av energi från dess fotosfär vid en effektiv temperatur av ca 3 900 K.